# Beskidenvorland
Das Beskidenvorland (auch Beskidenland, polnisch Podbeskidzie, etwa [das Land] unterhalb [pod] der Beskiden) ist eine informelle Bezeichnung des Gebiets in der Umgebung der Stadt Bielsko-Biała, in den Vorbergen sowie den Westbeskiden selbst, im südlichen Polen in der Woiwodschaft Schlesien und der Woiwodschaft Kleinpolen, oft um die separate Identität des Gebiets besonders gegenüber Oberschlesien, aber auch Kleinpolen zu betonen.
Der polnische Begriff Podbeskidzie ist nicht exakt definiert (ähnlich wie Podkarpacie, der vor der Entstehung der Woiwodschaft Karpatenvorland existierte), bezieht sich auf das Schlesische Vorgebirge, Teile des Pogórze Wielickie und Teile des Auschwitzer Beckens. Der Begriff wird seit Anfang des 20. Jahrhunderts für das Umland von Bielsko-Biała verwendet, wie die parallele deutschsprachige Bezeichnung Beskidenland. Mit der Verwaltungsreform von 1975 wurde die Woiwodschaft Bielsko-Biała informell als Podbeskidzie bezeichnet, also nicht nur das Vorgebirge der Beskiden, sondern auch große Teile der Westbeskiden selbst.

## Geschichte
Zur Woiwodschaft Bielsko-Biała gehörten Teile der historischen Regionen Teschener Schlesien und Kleinpolen. Diese Gebiete wurden schon im Mittelalter unter dem Herzog Mieszko von Teschen-Auschwitz zum großen Teil vereinigt, danach wurden der westliche und östliche Teil durch die Grenze entlang des Flusses Biała zwischen den Herzogtümern Teschen und Auschwitz aufgeteilt. Nach dem Abkauf des Herzogtums Auschwitz vom polnischen König wurde diese Grenze staatlich. Infolge der ersten Teilung Polens kamen beide Gebiete wieder an den gleichen Staat. Durch den Wegfall der Landesgrenze verschmolzen Biala und Bielitz immer mehr. Die folgende Industrialisierung brachte das demographische Wachstum herein und die Doppelstadt übertraf schrittweise die Bedeutung die historischen Zentren von Teschen und Auschwitz. Die Grenze an Bialka blieb jedoch zwischen den Regionen Schlesien und Kleinpolen bzw. den Woiwodschaften Schlesien und Krakau (1920–1939) bestehen. Erst im Zweiten Weltkrieg wurde diese Grenze verwischt und nach Osten verlegt (siehe Landkreis Bielitz). Am 1. Januar 1951 wurden die Städte Bielsko und Biała Krakowska wieder vereinigt und der Bezirk Biała in der Woiwodschaft Kraków (Krakau) wurde aufgelöst und an den Kreis Bielsko (Bielitz) in der Woiwodschaft Katowice angeschlossen.
Die heute oft kritisierte Reform der Verwaltung Polens aus dem Jahr 1975 wird dagegen in Bielsko-Biała allgemein gut beurteilt und erinnert. Für das Gebiet der Woiwodschaft wurde damals die Bezeichnung Podbeskidzie besonders gebräuchlich, die die neue Identität des Gebiets in der Umgebung der Stadt Bielsko-Biała gegenüber Oberschlesien sowie Kleinpolen betonte.
Nach Auflösung der Woiwodschaft 1998 blieb der Terminus, besonders in den Medien mit dem Sitz in Bielsko-Biała (über 50 % der Stadtbewohner identifiziert sich mit dem Beskiden(vor)land, dagegen nur ein geringer Anteil mit Schlesien), umgangssprachlich. Die Bezeichnung stieß jedoch auch auf Widerstand, z. B. im Teschener Schlesien, seltener im Saybuscher Land. Aus geographischer Perspektive wurde die Benutzung des Namens Podbeskidzie auch für die Einbeziehung der Gebirge kritisiert, deswegen sind die Beskiden selbst oft ausgeschlossen. An ihrer Stelle wurde dagegen z. B. die Umgebung der Stadt Pszczyna (Pless) eingeschlossen, also wurde der Umkreis etwa nördlich vorgelagert. Die Bezeichnung Podbeskidzie hat auch in zahlreiche Eigennamen Eingang gefunden. So wurde die Bielitzer Region (Abteilung) der Solidarność benannt und so nennt sich zum Beispiel der Fußballclub von Bielsko-Biała Podbeskidzie Bielsko-Biała.
Ein anderes symbolisches Beispiel der Vereinigung beider Landschaften ist die Entstehung des Bistums Bielsko-Żywiec im Jahr 1992, das Gebiete der ehemaligen Bistümer Breslau und Krakau einschloss.